# Bosque El Olivar
El Bosque del Olivar es un parque público ubicado en el distrito de San Isidro de la ciudad de Lima, capital del Perú. Con 10 hectáreas de extensión, es uno de los atractivos más resaltantes del distrito. Fue declarado Monumento Nacional el 16 de diciembre de 1959, bajo Resolución Suprema n.° 577. En el año 1998 fue declarado zona monumental y en 2017, área de conservación ambiental.

## Historia
En el año 1560, durante el Virreinato del Perú, Antonio de Rivera importó las primeras plantas de olivo desde Sevilla al paísy sólo tres de ellas sobrevivieron y prosperaron. Casi doscientos años después se registraron más de 2000 olivos. En 1821, cuando el Perú se convirtió en un estado independiente había cerca de 3000 olivos, sin embargo algunos españoles talaron muchos de ellos. 
El bosque formó parte de la extensa propiedad del conde de San Isidro. Con el pasar del tiempo, el conde se vio inmerso en dificultades financieras y la propiedad de la arboleda cambió de manos. En la década de 1920, el lugar se subdividió en 41 lotes para la venta donde se empezaron a construir viviendas y se desarrolló el barrio de San Isidro en sus alrededores. Durante la urbanización de este sector, sus propietarios integraron los olivos existentes en sus patios delanteros y traseros. En 1931 se creó políticamente el distrito de San Isidro mediante la ley N.º 7113 y en 1959, el bosque sanisidrino fue declarado Monumento Nacional.

## Flora y fauna
Actualmente, existen aproximadamente 1670 olivos y 227 árboles de otras especies que superan los 400 años. También se cuentan aproximadamente 22 especies de aves, destacando la cuculí, el turtupilín, el botón de oro (sicalis flaveola), el violinista (thraupis episcopus) y el gavilán acanelado. Además, se pueden ver abejas en algunos árboles.

## Infraestructura
En el bosque El Olivar se encuentra la Casa de la Cultura y el Centro Cultural El Olivar, que albergan en sus instalaciones a la Biblioteca Municipal, el Teatro de Cámara, la Biblioteca Infantil, la Sala Multiusos y la Galería de Arte; y finalmente la Casa Museo Marina Núñez del Prado. Asimismo, hay muchas edificaciones diseñadas por arquitectos como Ricardo de Jaxa Malachowski, Emilio Harth-Terré y José Álvarez Calderón.

## Galería

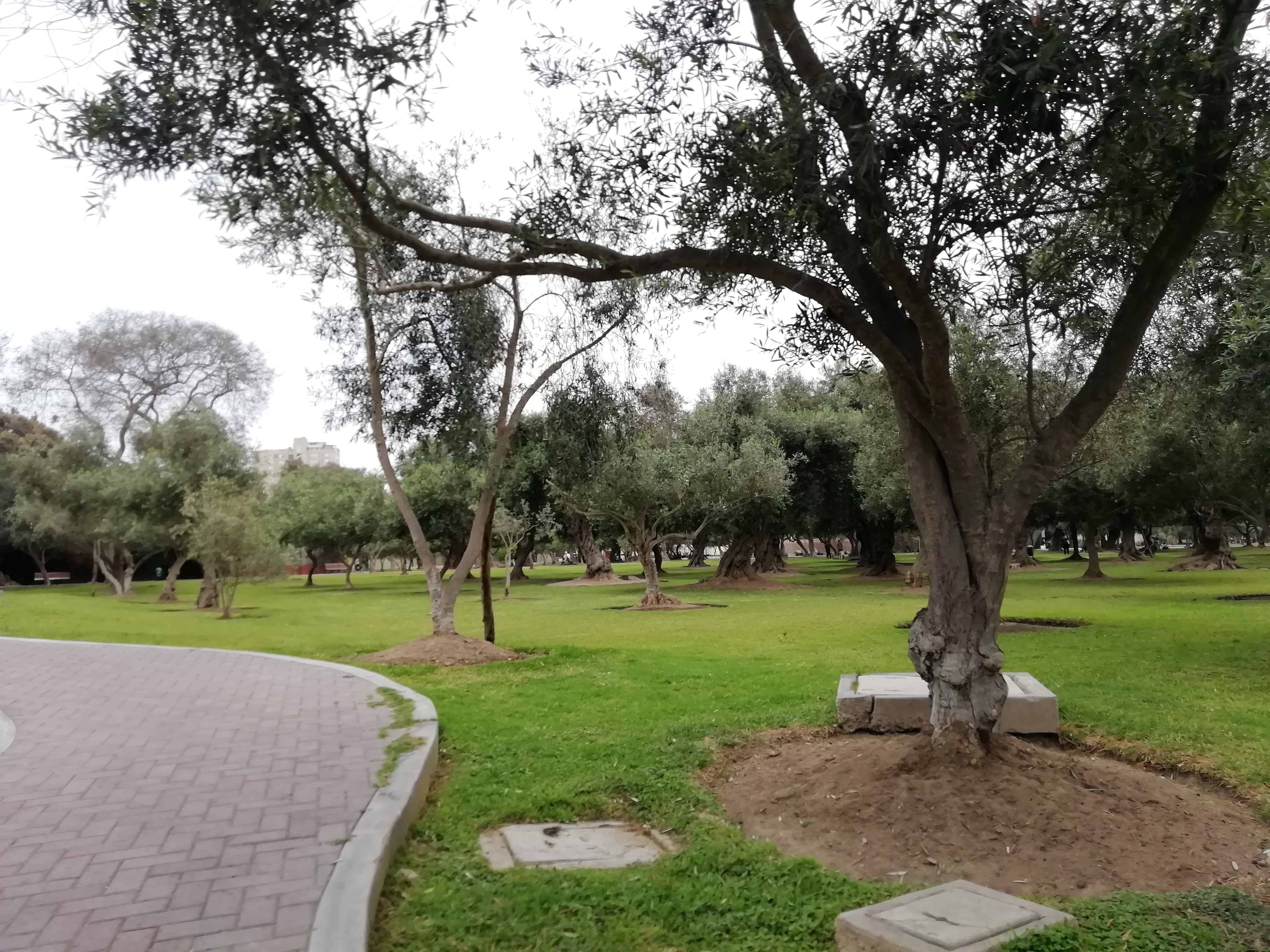
Sendero y olivos
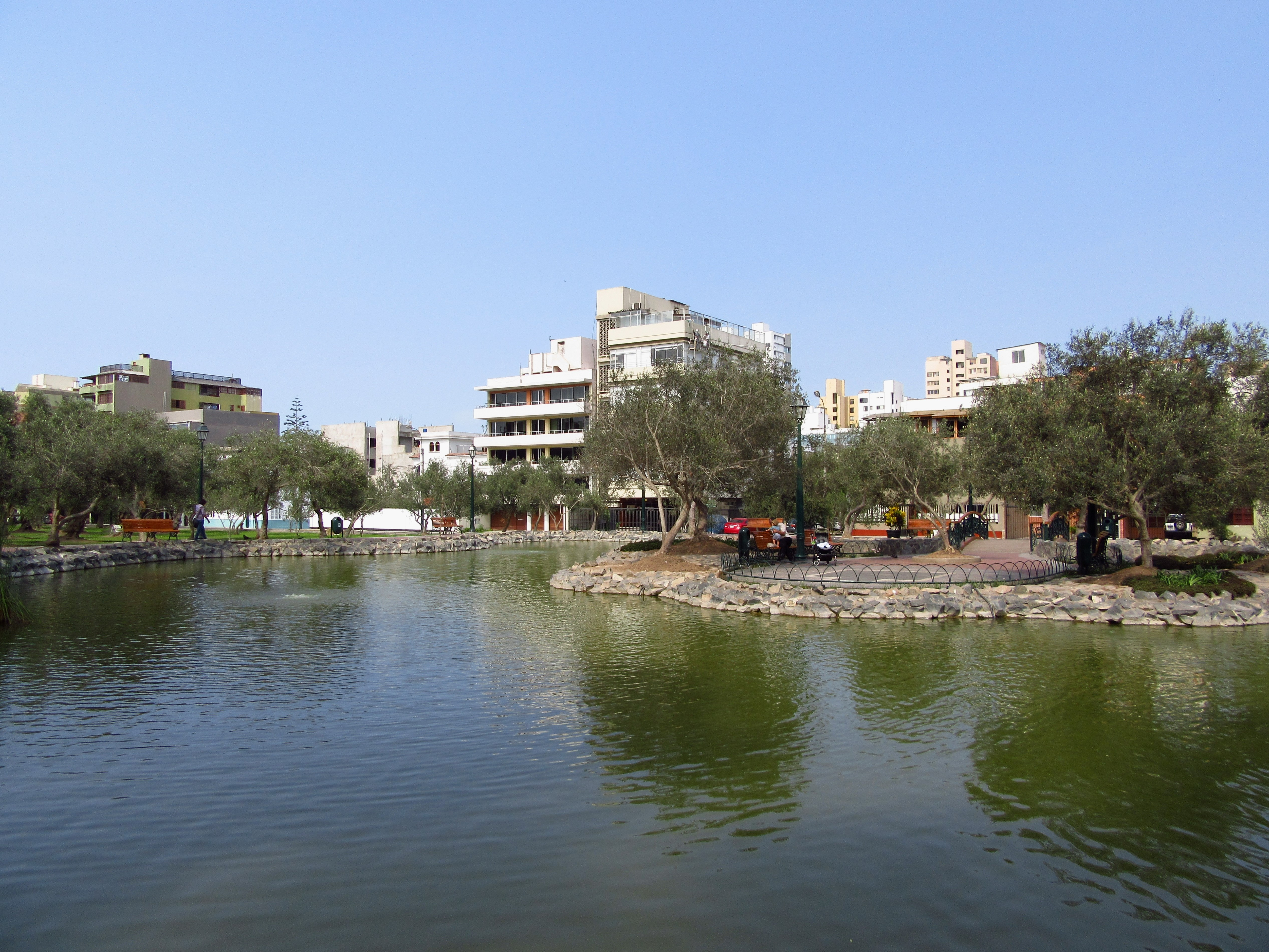
Laguna principal
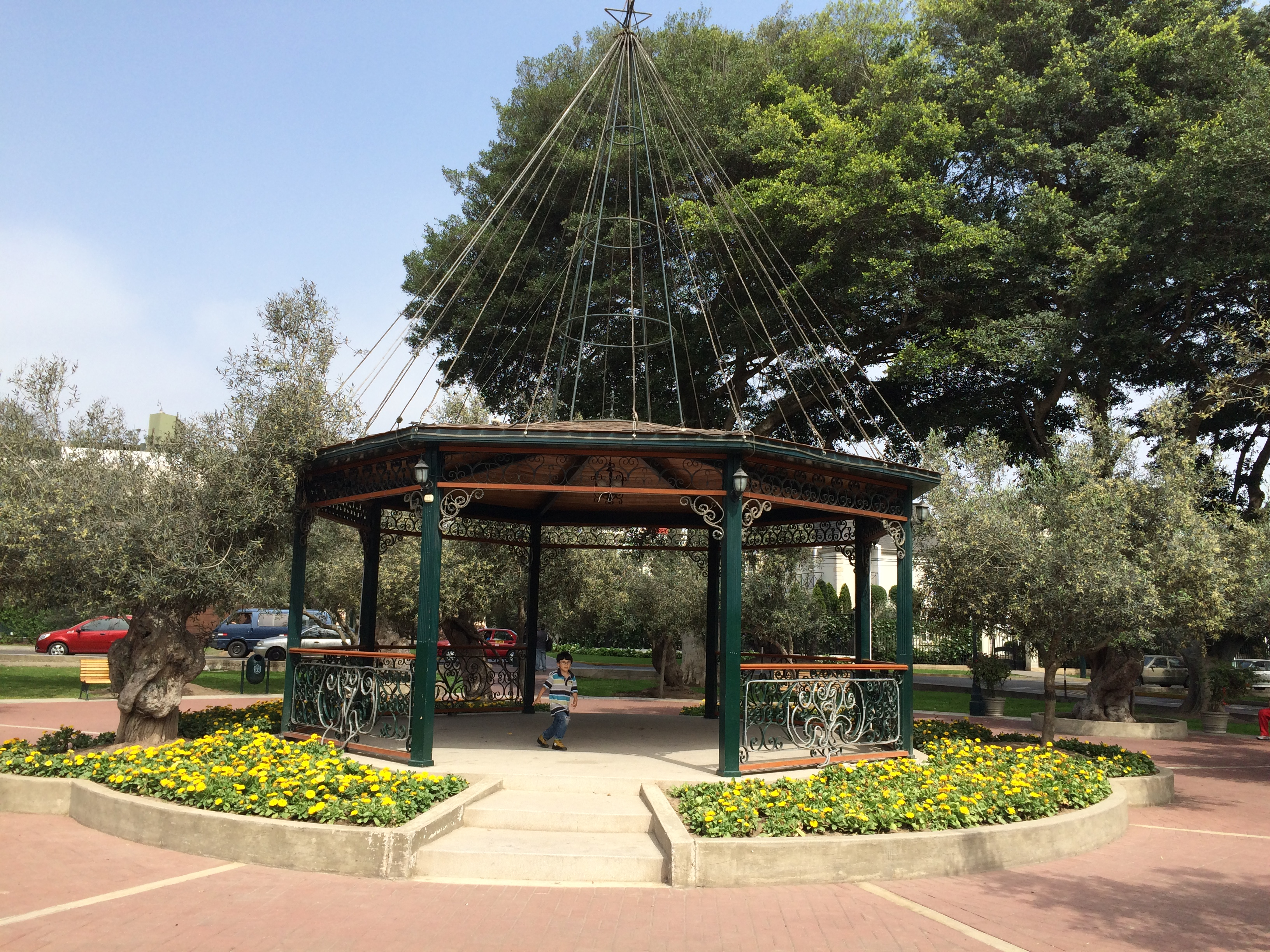
Rotonda
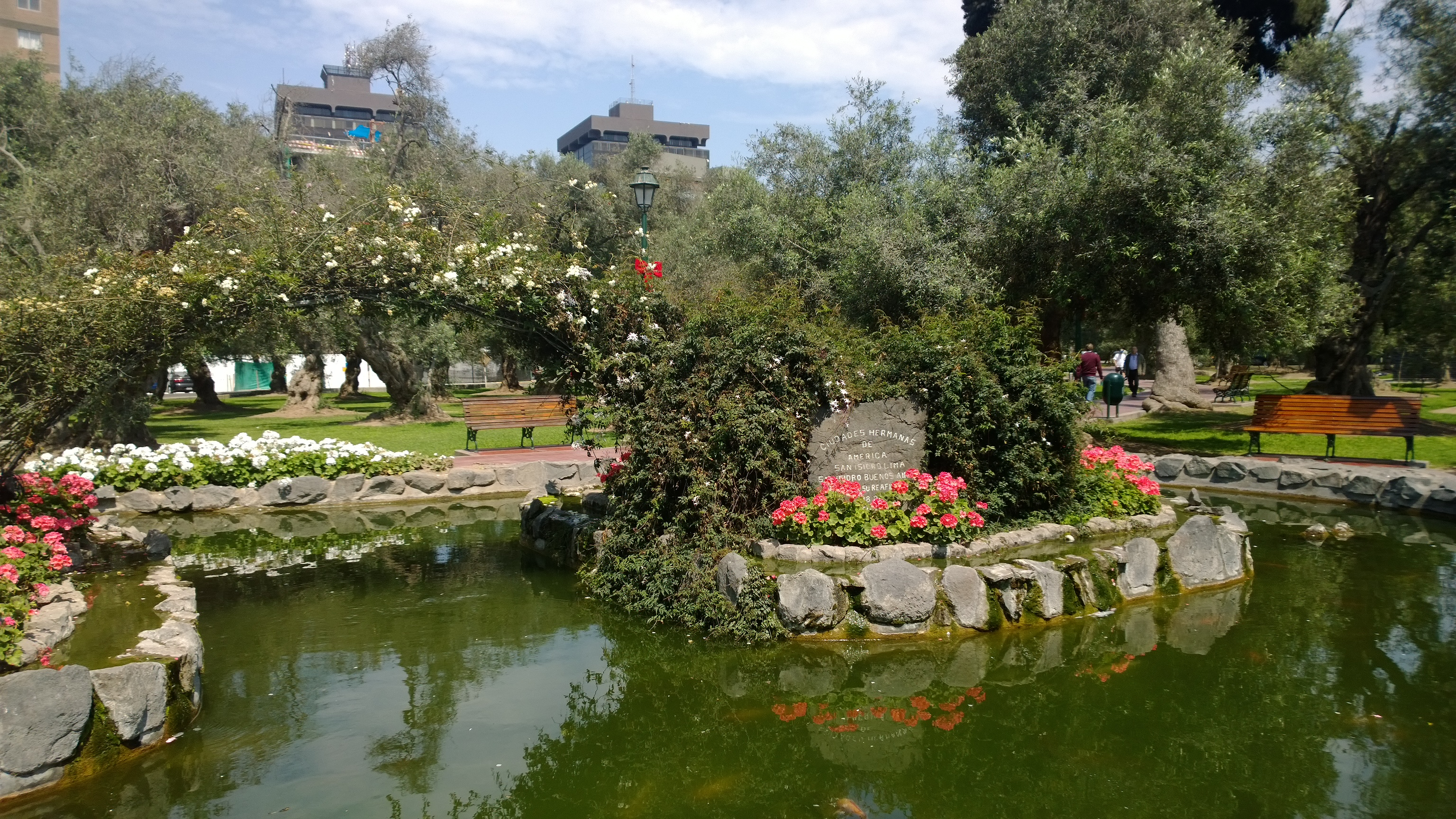
Estanque
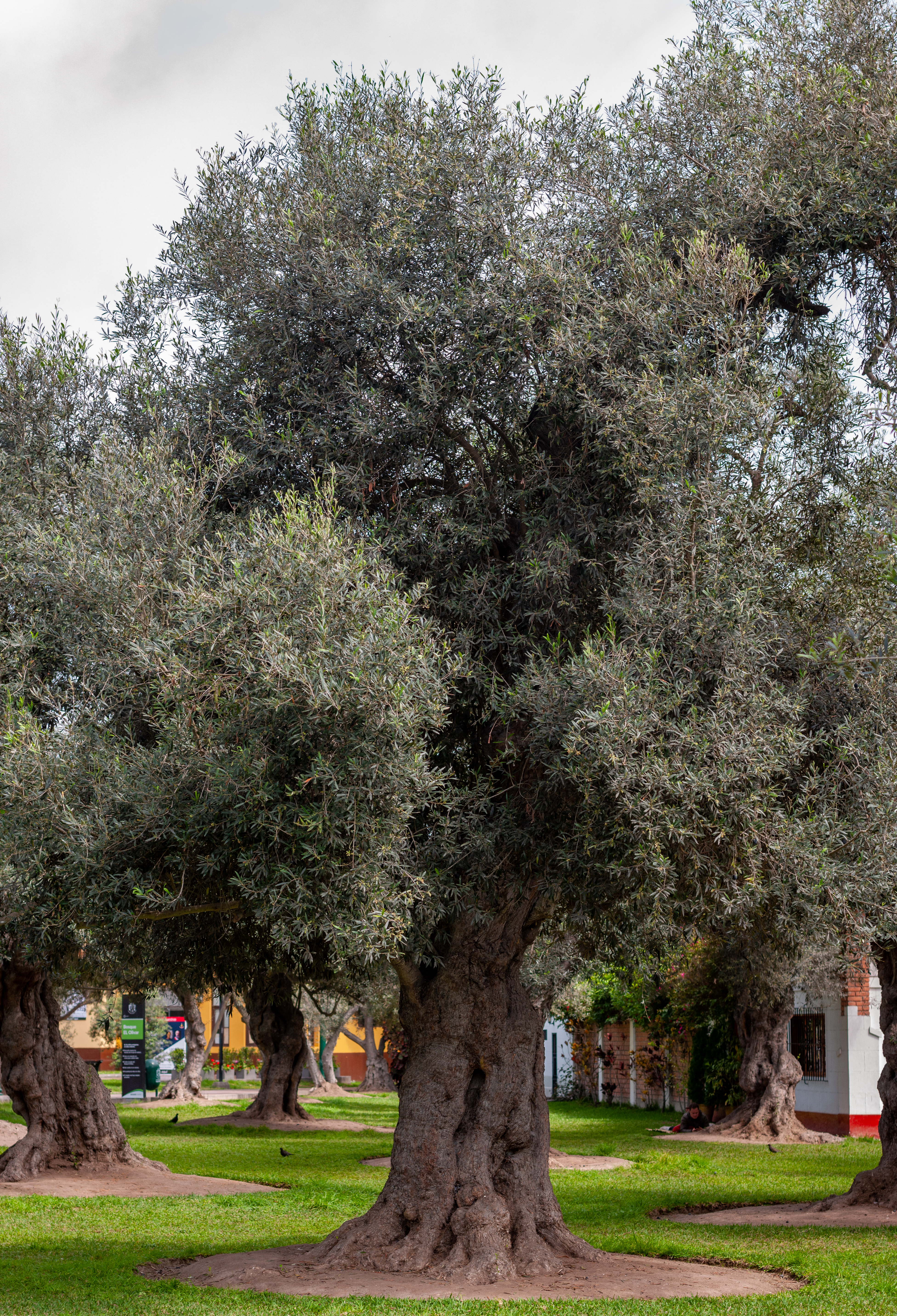
Olivo
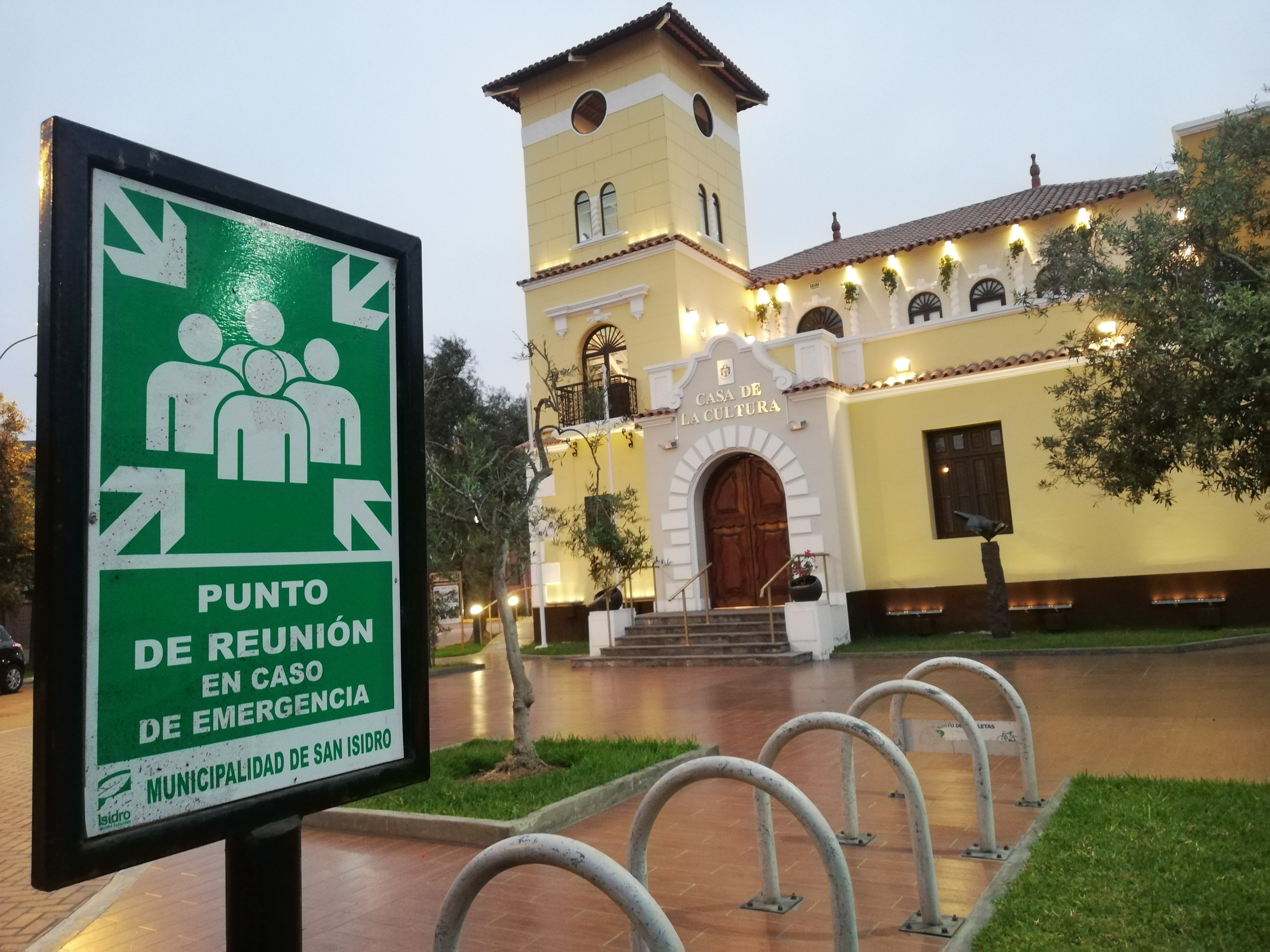
Casa de la Cultura